# Activité d'un volcan
L'activité d'un volcan est la classification de la fréquence éruptive d'un volcan en fonction de la date de sa dernière éruption et parfois de sa nature éruptive. Un volcan peut ainsi être qualifié d'éteint, d'endormi, d'actif ou en éruption. Les définitions de ces termes varient selon les organismes scientifiques ou les volcanologues.

## Volcans en éruption

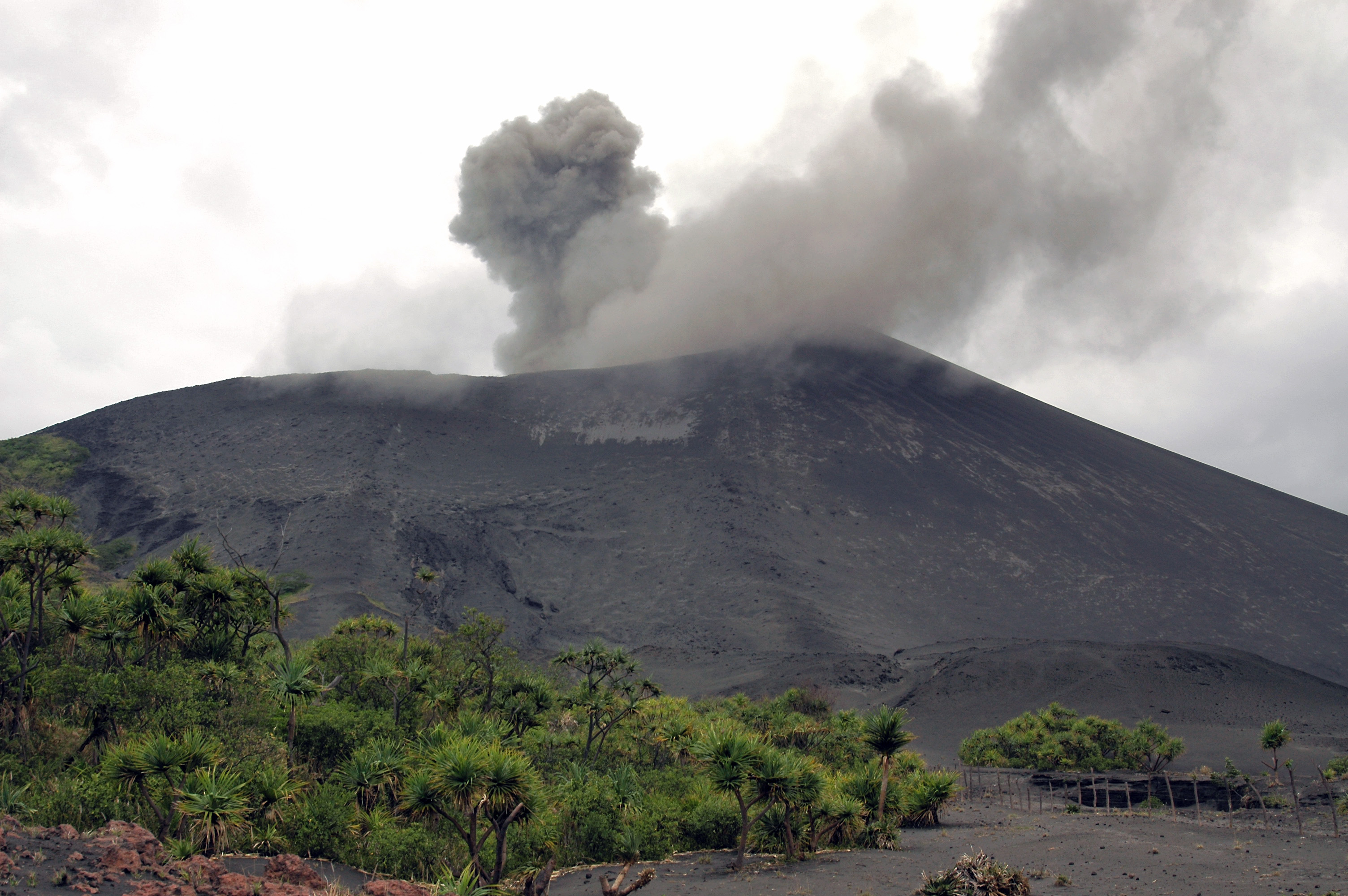
Vue du Yasur au Vanuatu en 2006 en éruption depuis au moins 1774.

Une définition généralement acceptée d'un volcan en éruption est lorsqu'il émet de la lave. Toutefois, certains phénomènes n'émettent pas de lave mais sont qualifiés d'« éruption ». Il s'agit des éruptions phréatiques au cours desquelles se produit l'émission temporaire de grandes quantités de vapeur d'eau formant alors un panache et généralement prélude à une éruption phréato-magmatique, des éruptions limniques qui correspondent au relâchement soudain et rapide d'une grande quantité de gaz volcaniques dissous dans l'eau d'un lac de cratère.

## Volcans actifs

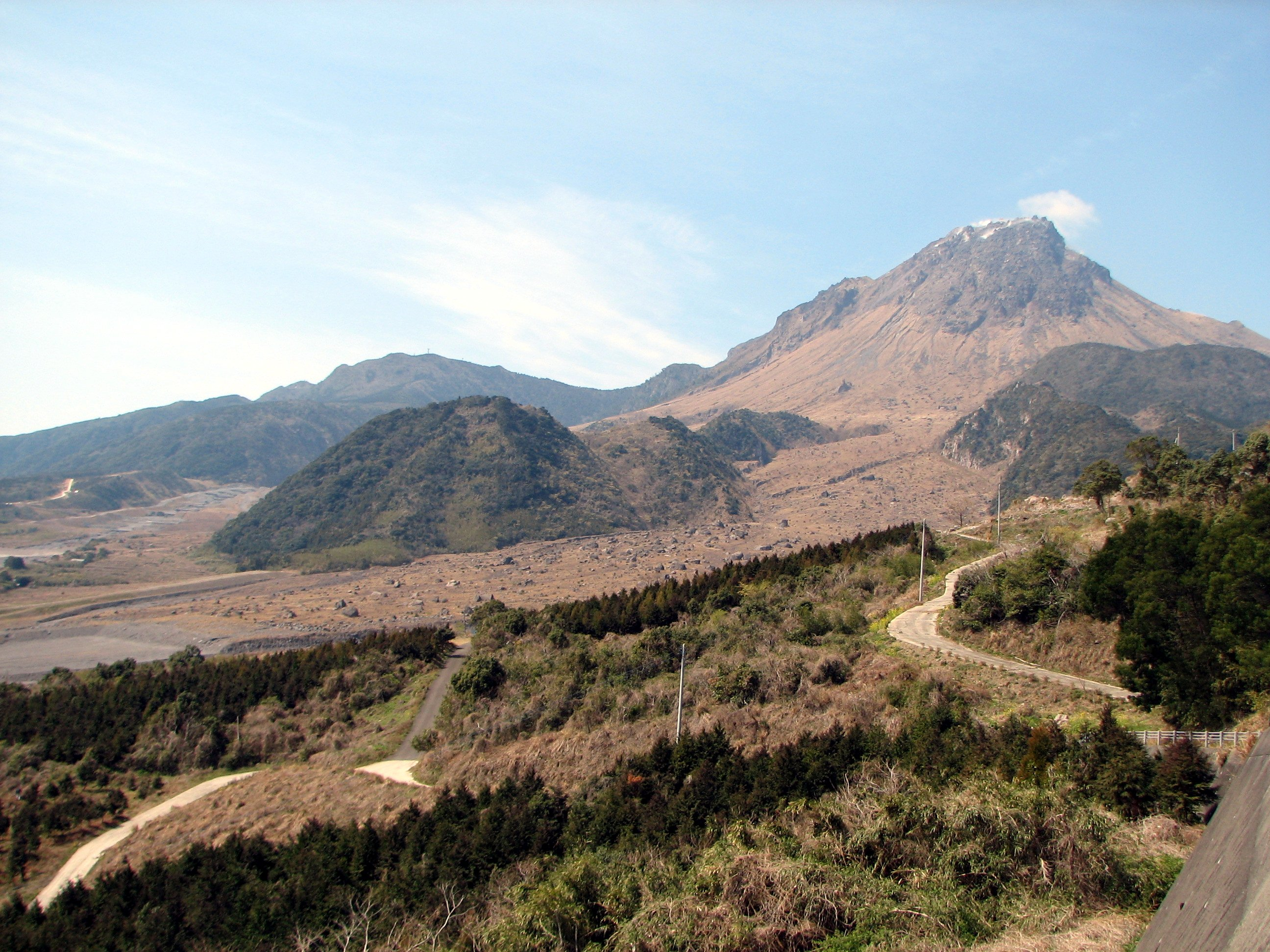
Vue du mont Unzen au Japon ayant connu sa dernière éruption en 1996.

Selon le Global Volcanism Program, un volcan est considéré comme actif s'il est entré en éruption au cours de l'Holocène, soit depuis les 10 000 dernières années environ,. Cette définition inclut ainsi une grande quantité de volcans, au maximum 1 500,. Toutefois, l'institut utilise les expressions historically active ou Holocene volcano, respectivement « historiquement actif » ou « volcan de l'Holocène », pour désigner ces volcans actifs.
Selon le département des sciences géologiques de l'université d'État de San Diego aux États-Unis, un volcan actif est entré en éruption durant les temps historiques. Cependant, cette université modère l'expression de « temps historiques » : si la période peut atteindre quelques millénaires pour l'Europe et le Moyen-Orient, elle peut ne pas dépasser quelques centaines d'années pour certaines régions tardivement habitées par les Européens comme le Nord-Ouest des États-Unis. Ainsi, un volcan peut être considéré comme actif si les traces d'une éruption ou d'une activité sismique, tectonique ou gazeuse sont encore identifiables aisément.

## Volcans endormis

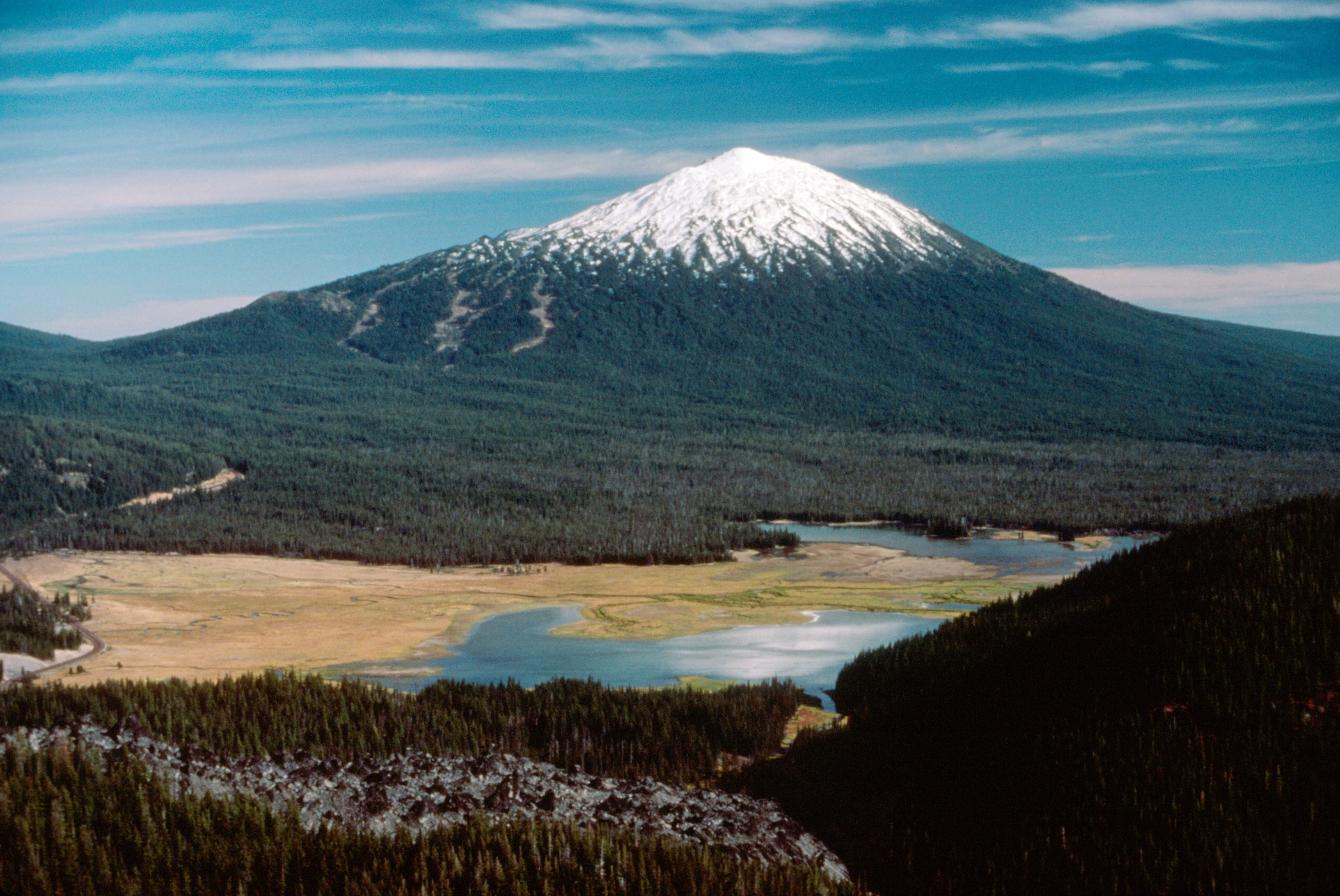
Vue du mont Bachelor aux États-Unis ayant connu sa dernière éruption au VIe millénaire av. J.-C.

Un volcan est parfois considéré comme endormi, au repos ou en sommeil,. Ces volcans peuvent être ceux qui ont connu leur dernière éruption au cours de l'Holocène mais avant les temps historiques, soit entre 10 000 ans et il y a quelques centaines d'années. Les volcans identifiés en tant que tel sont un peu plus de 500.

## Volcans éteints

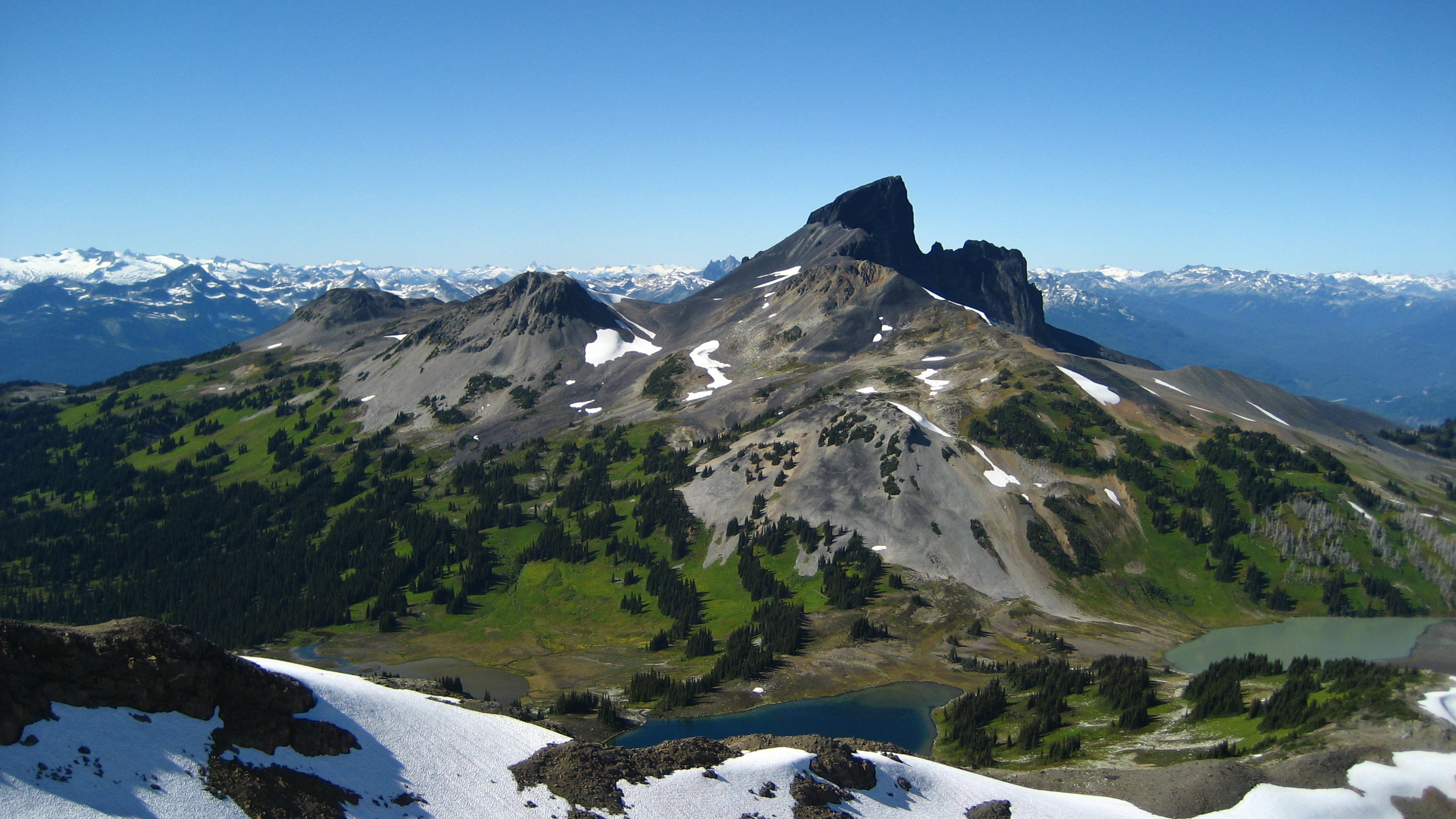
Vue du Black Tusk au Canada fortement affecté par l'érosion.

Un volcan éteint est un volcan dont les dernières éruptions sont si anciennes qu'on estime qu'il ne pourra plus s'en produire. Cela dépend de la fréquence des éruptions du volcan : si un volcan monogénique peut être considéré comme éteint quelques années après son éruption, un volcan comme la caldeira de Yellowstone ou le lac Toba connaissent des périodes de repos de plusieurs dizaines de milliers d'années entre deux éruptions et ne sont pas considérés comme éteints. Il arrive que l'étude géophysique d'un volcan considéré comme éteint révèle la persistance d'une chambre magmatique capable d'alimenter de nouvelles éruptions. C'est par exemple le cas du Ciomad en Roumanie, qui est inactif depuis 30 000 ans mais qui surplombe une chambre de 20 à 58 km3 de magma siliceux riche en eau (donc potentiellement explosif), un volume supérieur au volume total des laves émises pendant toute l'histoire du volcan,.
Les volcans n'émettant plus de matériaux depuis une longue période, éteints ou non, sont affectés par l'érosion à des degrés divers, et finissent par être totalement démantelés s'ils sont réellement éteints.